# Крюков, Николай Николаевич (актёр)
Никола́й Никола́евич Крю́ков (25 июня [8 июля] 1915, Замытье, Тверская губерния — 17 апреля 1993, Санкт-Петербург) — советский актёр театра и кино, Заслуженный артист РСФСР (1991).

## Биография
Николай Николаевич Крюков родился 25 июня (8 июля) 1915 года в селе Замытье Тверской губернии. После окончания средней школы устроился рабочим на ленинградский завод «Севкабель». Всерьёз увлёкся театром, занимался в самодеятельной студии при заводе, а затем был принят в театральную студию Ленинградского Большого драматического театра (БДТ).
Студию БДТ окончил в 1935 году. Профессиональную актёрскую деятельность начал в 1936 году, поступив в театр-студию под руководством режиссёра и драматурга С. Э. Радлова (бывший Молодой театр, с 3 мая 1939 года — Театр имени Ленинградского Совета).
Исполнил заглавную роль в пьесе А. Морова «Карьера Дызмы» по роману Тадеуша Доленги-Мостовича «Карьера Никодима Дызмы» (реж. В. Иогельсен). Критик отмечал: «Роль современного Растиньяка, сильной личности и карьериста Никодима Дызмы играл Николай Крюков и обнаружил интересные данные героя-любовника с отрицательной окраской». Следующая заметная роль Н. Крюкова — Лаэрт в «Гамлете» (1938). В том же году впервые сыграл и в кино — небольшую роль в фильме Владимира Гончукова «Морской пост». Ленинградская критика благосклонно приняла молодого актёра. В статье «Режиссёр об учениках» Сергей Радлов связывал свои надежды и с представителями «младшего поколения театра» Н. Крюковым и другими молодыми актёрами. В ноябре 1940 состоялась премьера «Идеального мужа» Оскара Уайльда с Н. Крюковым в роли дворецкого Фиппса.

### Блокадный театр
В 1940 году Н. Крюков начал сниматься в фильме «Политрук Колыванов» режиссера Арманда, но эта картина не была завершена, так как сценарий был признан некачественным Управлением пропаганды и агитации ЦК ВКП(б) . Началась война. Он вспоминал: «Нас разбили на фронтовые бригады. Театр перешёл на военизированное положение. Мы оставались в театре всё время … Бригады выезжали на фронт, на корабли, на сборные пункты и на рытьё противотанковых рвов». (Крюков Н. Рукопись. Цит. по, с. 230). 12 октября 1941 года театр показал комедию «Свадебное путешествие» В.А. Дыховичного, в роли Кости — Н. Крюков. Через неделю, 17 октября, состоялась премьера драмы Лессинга «Эмилия Галотти», в которой Крюков играл роль принца Гектора Гонзаго. Переживая все тяготы блокады, актёры как могли выполняли свой профессиональный долг перед жителями города, даже в это тяжёлое время заполнявшими зал.
Последний раз Крюков вышел на сцену в блокадном Ленинграде 21 декабря 1941 года — роль жизнерадостного Кости он играл потерявшим силы от дистрофии. Актёра пришлось отправить в лечебный стационар.
В конце января продолжать работу стало невозможно. Не было электричества, актёры уже не могли работать от голода и холода. В феврале было принято решение об эвакуации театра. «Меня привезли на Финляндский вокзал на финских санях, я еле двигался» — рассказывал в своих записках Крюков (Крюков Н. Рукопись. Цит. по, с. 238).
В начале марта театр эвакуировали в Пятигорск. Первый спектакль состоялся 30 апреля 1942 года — показали «Свадебное путешествие». «Искренние симпатии вызывает мягкий, застенчивый Костя в исполнении артиста Крюкова». В июне Радлов возобновил «Идеального мужа», 6 августа состоялась премьера «Гамлета».
Фронт был уже совсем близко, но театр оставался в городе — местные власти опасались паники, если театр эвакуируют. Только в ночь на 8-е августа часть актёров, в основном семейных, отправили в Нальчик на попутных военных машинах, а уже 9-го утром в город вошли немцы. Не успевшие эвакуироваться актёры вместе со своим режиссёром С. Э. Радловым и его женой, заведующей литературной частью театра и переводчицей А. Д. Радловой, оказались в оккупации.

### В оккупации
Вскоре при регистрации населения немецкие власти обнаружили оставшихся актёров радловского театра и работавшего в городе одновременно с ним театра оперетты. Крюков вспоминал: «Был приказ о работе. Мы, сколько могли, тянули: отговаривались тем, что состав труппы неполный — нужно время для восстановления спектаклей, многих исполнителей не хватало и т. п. Но и это не могло продолжаться вечно. Были приняты кое-кто из случайно оставшихся актёров, кое-кто пришёл к нам из состава оперетты. И начали работать…».(Крюков Н. Рукопись. Цит. по, с. 246).
Первым открылся театр оперетты под руководством 75-летнего актёра и режиссёра Ф. И. Кремлёвского (фон Эльтермана). Театр Радлова немцы посещали редко — русская драма, да ещё на русском языке их интересовала мало. Зрителями, по большей части, было местное население, так тепло ещё совсем недавно принявшее ленинградцев. Н. Крюков играл прежние роли в восстановленных спектаклях — «Бесприданнице», «Идеальном муже». В конце 1942 года Радлов восстановил «Гамлета» с Крюковым в заглавной роли вместо успевшего эвакуироваться Б. Смирнова.
В своих воспоминаниях Н. Крюков писал: «Население ходило к нам в театр, и спектакли — мы это видели — много значили и для зрителей, и для нас. В атмосфере спектакля мы сильнее ощущали временность оккупации, не теряли веры в нашу победу» (Крюков Н. Рукопись. Цит. по, с. 251). Красная Армия вела бои не так далеко и все надеялись на скорейшее освобождение. В январе 1943 года район КавМинВод был освобождён, но перед своим отходом из Пятигорска немцы под конвоем отправили актёров в Запорожье. Здесь «Петроградский театр под руководством Радлова» — так теперь назывался коллектив — работал до октября. Фронт приближался. Покидая Запорожье, немцы вывезли актёров в Берлин. Здесь было уже не до работы: бомбёжки союзников, город горел. Труппа распалась. Одни решили уходить на север Франции, другие — Радловы Сергей и Анна, Н. Крюков, Т. Якобсон, Н. Трофимов и др. — добрались до городка Ла Фоссет на юге. Чтобы как-то прожить, выступали перед жителями и в лагерях для русских военнопленных. После освобождения Франции союзниками работали в Марселе, где встретились с представителями советского командования. В январе 1945 перебрались в Париж, откуда вскоре Радловых, а затем и оставшихся актёров отправили в Москву, где они были осуждены «за измену родине и сотрудничество с оккупантами». Анна Радлова скончалась в заключении в 1949, Сергей Радлов вышел на свободу в 1953 и был реабилитирован в 1957 году.

### Послевоенные годы
Николай Крюков избежал серьёзных репрессий, но, как и других актёров радловского театра, его не брали ни в один московский или ленинградский театр. Работал в провинциальных театрах — в Тбилиси, Твери, Ростове-на-Дону, пока, наконец, не был принят в ленинградский театр, размещавшийся в здании «Пассажа» (том самом, где с 1936 по 1942 год работал радловский театр) и позже названный именем В. Ф. Комиссаржевской. В эти же годы сыграл эпизодические роли в фильмах «Корабли штурмуют бастионы» (1953) и «Необыкновенное лето» (1957).
В 1956 году Н. Крюков принял приглашение Радлова и приехал в Ригу. В рижском театре был введён на роль Кента в «Короле Лире», играл Гамлета и Лаэрта в «Гамлете», Тибальда в «Ромео и Джульете», Макдуфа в «Макбете», Власа в «Дачниках» и Скроботова во «Врагах» Горького, Передышкина в комедии В. Катаева «Это было в Конске», Мотылькова в «Славе» Гусева и др.
В 1958 году после смерти С. Радлова Н. Крюков вернулся в Ленинград и был принят актёром на киностудию «Ленфильм». Здесь, в 43 года, началась вторая половина его творческой жизни — в кинематографе, гораздо более известная, чем первая. Началась более чем успешно — с роли лётчика Бена Энсли в фильме «Последний дюйм» по одноимённому рассказу Джеймса Олдриджа. Фильм принёс ему широкую известность и премию Всесоюзного кинофестиваля за лучшую мужскую роль года. В 60-х годах Н. Крюков сыграл в 30 фильмах, среди которых «Им было девятнадцать» (1960), «Дочь Стратиона» (1964), «Акваланги на дне» (1965), «По тонкому льду» (1966), «Туманность Андромеды» (1967), «Ошибка Оноре де Бальзака» (1968). В 70-х в его творческом активе также около 30 ролей, из которых особенно запомнились «Бронзовая птица» (1974), «Смерть под парусом» (1976), «В зоне особого внимания» (1977). В 1980-е годы с его участием вышли фильмы «Петровка, 38» (1980), «Приключения Шерлока Холмса и доктора Ватсона» (2 серии, 1980), «Россия молодая» и «Остров сокровищ» (оба в 1982), «Хлеб — имя существительное» (1988). С 1990 по 1992 гг., когда ему было уже за 75, Н. Крюков снялся в 10 фильмах: «Палач» (1990), «Белые одежды» (1992), «22 июня, ровно в 4 часа» (1992) и др. У него было немного главных ролей, но, благодаря характерной внешности, мастерству перевоплощения и убедительности, создаваемые им образы легко и надолго запоминались даже в небольших эпизодах. И, тем не менее, «тёмное пятно» в биографии, связанное с работой в немецком плену, видимо, сказалось в том, что лишь в 1991 году известный советский актёр, сыгравший около ста ролей в театре и кино, получил звание заслуженного артиста РСФСР.
В 1960 году Н. Крюков женился (второй брак) на Гуровой Лилии Ивановне (Лии Ионовне Гуровой), актрисе «Ленфильма», с которой прожил 33 года, вплоть до конца своей жизни.
Николай Николаевич Крюков скончался 17 апреля 1993 года. Похоронен на Серафимовском кладбище в Санкт-Петербурге. На скромном постаменте выбита надпись «Истинно народный».

## Фильмография
- 1938 — Морской пост
- 1939 — Четвёртый перископ — матрос, (нет в титрах)
- 1953 — Корабли штурмуют бастионы — эпизод, (нет в титрах)
- 1957 — Необыкновенное лето — председатель «революционной военной тройки», (нет в титрах)
- 1958 — Последний дюйм — лётчик Бен Эсли, (озвучил Юрий Толубеев)
- 1960 — Им было девятнадцать — подполковник-замполит Семён Трофимович Лепко
- 1960 — Крепость на колёсах — Вальтер фон Лютвиц
- 1960 — Обыкновенная история — Гаргантон
- 1960 — Сильнее урагана — капитан Белоус
- 1960 — Кроткая — полковник
- 1961 — Поднятая целина — Тит Бородин
- 1962 — Закон Антарктиды — барон де Жеверен
- 1962 — Порожний рейс — лётчик Волков, (нет в титрах)
- 1963 — Мандат — атаман банды, батька Хмель
- 1963 — Трое суток после бессмертия — Захар Петрович Прохоров
- 1963 — Улица Ньютона, дом 1 — Растегаев, председатель рыболовецкого колхоза
- 1964 — Дочь Стратиона — Иван Тимофеевич Стратион, командир партизанского отряда
- 1964 — Космический сплав — Григорий Петрович
- 1965 — Акваланги на дне — полковник погранвойск
- 1965 — Двадцать шесть бакинских комиссаров — английский консул
- 1965 — Над нами Южный Крест — Николай Петрович, директор судоремонтного завода
- 1965 — Чистые пруды — майор Лев Матвеевич Ржанов,  начальник военной типографии
- 1965 — Хочу верить — Семчук Семён Григорьевич, бывший подпольщик
- 1965 — Проверено — мин нет
- 1966 — Два года над пропастью — Симонов, Дмитрий Иванович Соболев
- 1966 — На диком бреге — Иннокентий Седых
- 1966 — По тонкому льду — немецкий шпион полковник Дункель, он же господин Фидлер, он же диверсант Угрюмый
- 1967 — Туманность Андромеды (часть 1 «Пленники железной звезды») — Эрг Ноор
- 1967 — Полуденный паром — Алёшин, капитан ВВС
- 1967 — Сильные духом — генерал разведцентра
- 1967 — Запомним этот день — офицер
- 1968 — Ошибка Оноре де Бальзака — Виктор Гюго
- 1968 — Один шанс из тысячи — Двигубский
- 1968 — Испытание (короткометражный) — шеф
- 1969 — Её имя — Весна — главврач, майор
- 1969 — Король гор и другие — Иван
- 1969 — Та самая ночь — Стожар
- 1969 — Ночь перед рассветом — полковник
- 1970 — Баллада о Беринге и его друзьях — Фёдор Матвеевич Апраксин
- 1970 — И был вечер, и было утро… — офицер
- 1970 — Крушение империи — генерал Хабалов
- 1970 — Три года — Григорий Николаевич Панауров, муж Нины
- 1970 — Посланники вечности — Николай Ильич Подвойский
- 1971 — Город под липами — комиссар Мешков
- 1971 — Разрешите взлет! — пассажир самолёта, (нет в титрах)
- 1971 — Пропажа свидетеля — следователь Юрий Степанович
- 1971 — Красный дипломат. Страницы жизни Леонида Красина — англичанин
- 1972 — Длинная дорога в короткий день — новосибирский ученый
- 1972 — Идущие за горизонт — тренер, Иван Никодимыч Шульманов
- 1973 — Земля Санникова — морской офицер
- 1973 — Облака — лётчик, (в титрах - И.Крюков)
- 1973 — Умные вещи — хозяин «умных вещей»
- 1973 — А вы любили когда-нибудь? — дедушка, Герой Советского Союза, "Полтора Ивана" с двумя внуками
- 1974 — Бронзовая птица — кубинский коммунист
- 1973 — Парашюты на деревьях — Август Шиллят, лесничий
- 1973 — Старые стены — отдыхающий, съёмки групповой фотографии, (нет в титрах)
- 1974 — В то далёкое лето… — Рудольф
- 1974 — Если хочешь быть счастливым — член советской делегации на испытаниях вертолёта
- 1975 — Это было в Межгорье — Синявин
- 1975 — Одиннадцать надежд — Константин Лапшин, тренер «Ракеты»
- 1976 — Смерть под парусом — Иен Кейпл, (озвучил - Виктор Рождественский)
- 1977 — Нос — чиновник
- 1977 — Ждите меня, острова! — эпизод
- 1978 — В зоне особого внимания — старый лесник
- 1978 — Мятежный «Орионъ» — лорд Эльфтон, английский адмирал
- 1978 — Шествие золотых зверей — Степан Митрофанович Проворов, директор музея
- 1979 — Акванавты — Командор
- 1979 — Незнакомка — Старик / дядя Нины, посетитель трактира
- 1980 — Петровка, 38 — Аверьян Прохорович («Прохор»)
- 1980 — Приключения Шерлока Холмса и доктора Ватсона — полковник Себастьян Моран
- 1981 — Девушка и Гранд — Иван Никонович, директор ипподрома
- 1981 — Сказку эту поведаю теперь я свету... — Финн
- 1981 — Две строчки мелким шрифтом — товарищ Кирилл, социалист в летнем кафе в Германии
- 1981 — Долгая дорога в дюнах — Пётр Никодимыч Ефимов
- 1981 — 20 декабря — генерал Каледин
- 1982 — Остров сокровищ — пират Том Морган
- 1982 — Формула памяти — старик пришедший отдать в НИИ свою память
- 1982 — Пространство для маневра — член комиссии на защите диссертации
- 1982 — Россия молодая — шведский адмирал Ярл Юленшерна
- 1983 — Волчья яма — Николай Афанасьевич Тимофеев, генерал милиции
- 1983 — Семь часов до гибели — врач
- 1983 — Жизнь Берлиоза — король Ганновера
- 1983 — Анна Павлова — эпизод, (нет в титрах)
- 1984 — Деревья на асфальте — Никита Семёнович Горецкий, вдовец, во время войны был партизаном, живет в пансионате для ветеранов войны
- 1985 — Поклонись до земли — ветеран
- 1985 — Гум-Гам — академик
- 1985 — Софья Ковалевская — генерал Корвин-Круковский, отец Софьи, (в тирах 1-й серии - И.Крюков)
- 1986 — Левша — одноглазый аглицкий адмирал
- 1987 — Серебряные струны — камергер  двора Его Величества, Филиппов
- 1987 — Сабля без ножен — Степан Иванович Чалый, генерал армии
- 1987 — На исходе ночи — пассажир немецкого судна
- 1988 — Хлеб — имя существительное — отец Ивана Полетаева
- 1989 — Этюды о Врубеле — отец Михаила Врубеля
- 1989 — Несрочная весна — Лукьян Степаныч
- 1989 — Процесс — эпизод
- 1990 — Адвокат (Убийство на Монастырских прудах) — эпизод
- 1990 — Палач — дедушка Ольги
- 1991 — Циники — продавец книжного магазина
- 1991 — Прости нас, мачеха Россия — Иван Иванович Рожнов, старый большевик
- 1991 — Год хорошего ребёнка — шеф Интерпола
- 1992 — Белые одежды — Стефан Игнатьевич Вонлярлярский, цитолог
- 1992 — Он своё получит — мистер Форрест
- 1992 — Тайна — адвокат Флеминг
- 1992 — Освящение храма (Триптих)
- 1992 — 22 июня, ровно в 4 часа... — отец Брагина, Фёдор
- 2000 — Воспоминания о Шерлоке Холмсе — полковник Моран